# Dieter Vogelsang
Dieter Vogelsang (* 18. Juli 1943 in Berlin) ist ein ehemaliger deutscher Radrennfahrer, der in den 1960er Jahren in der DDR aktiv war. Sein exakter Vorname lautet Dietrich.

## Sportliche Laufbahn
Bevor Vogelsang, Sohn eines 1944 im Zweiten Weltkrieg gefallenen erfolgreichen Leichtathleten, ab 1958 bei der Ost-Berliner Betriebssportgemeinschaft (BSG) Post begann, Radsport zu betreiben, hatte er in einer Schülermannschaft Fußball gespielt. Bereits als Nachwuchsfahrer errang Vogelsang, der bei 179 cm Größe ein Wettkampfgewicht von 69 kg Gewicht hatte, etwa 70 Siege, was ihm eine Delegierung zum Schwerpunktklub der DDR-Sicherheitskräfte SC Dynamo Berlin einbrachte. Bei DDR-Jugendmeisterschaften gewann er mit dem SC Dynamo drei Titel, in der Mannschaftsverfolgung und im Zweier-Mannschaftsfahren auf der Bahn wie auch im Straßenvierer. 1962 schaffte er schon im Mai den Aufstieg in die Leistungsklasse I bei den Männern. 1963 bestritt Vogelsang bei der DDR-Rundfahrt das erste Etappenrennen im Männerbereich. Er wurde 14. und verpasste knapp hinter Dieter Mickein das Weiße Trikot des besten Nachwuchsfahrers. 1965 konnte Vogelsang mit beachtlichen Resultaten auf sich aufmerksam machen. Neben dem vierten Platz beim Hainleite-Rennen und einem fünften Platz sowie einem Etappensieg bei der DDR-Rundfahrt erreichte er erste Plätze beim Großen Preis des Neuen Deutschland und beim Auswahlrennen Rund um das Spaargebirge.
Nach seinem Wechsel zum SC Karl-Marx-Stadt konnte sich Vogelsang für die DDR-Nationalmannschaft bei der Internationalen Friedensfahrt 1966 qualifizieren. Der 22-jährige lag bei Prag-Warschau-Berlin zwischenzeitlich in der Einzelwertung auf Platz zehn und beendete die Friedensfahrt schließlich als zweitbester DDR-Fahrer hinter Axel Peschel (3.) auf Platz elf. Anschließend wurde er für den DDR-Straßen-Vierer nominiert, der bei der UCI-Straßen-Weltmeisterschaft in Köln den 7. Platz vor dem Team des BDR erkämpfte, obwohl er nicht im Dynamo-Vierer fuhr, der zuvor die DDR-Meisterschaft im 100-km-Mannschaftsfahren gewonnen hatte.
Im April 1967 (während der Friedensfahrt-Qualifikation) wurde Vogelsang nach dem Frühjahrsrennen Rennen um den Großen Strassenpreis Dynamo-Cup als einer der Wortführer eines „Fahrerstreiks“ wegen des vorzeitigen Ausstiegs auf Betreiben des DDR-Radsport-Verbandes aus dem SC Karl-Marx-Stadt ausgeschlossen (siehe dazu auch Lothar Appler). Daraufhin schloss er sich aus Protest keiner BSG an und gab seine Fahrerlizenz zurück.

## Berufliches
Vogelsang absolvierte eine Ausbildung zum Modelltischler.

## Privates
Sein Vorname lautet Dietrich, er wurde jedoch Dieter genannt und in allen Publikationen auch so bezeichnet.